# Sitzschiene
Sitzschiene ist die Bezeichnung für Teile von Autositzen, speziell der PKW-Vordersitze. Sie dienen zur horizontalen Längsverstellung des Sitzes im Kraftfahrzeug.
Eine Sitzschiene besteht aus festen und verschiebbaren Stahlprofilteilen mit Rast- und Arretiereinrichtungen. Sitzschienen werden immer paarig verwendet, wobei sich an einem der Teile ein Bedienteil zum Lösen der Arretierung befindet.
Sitzschienen werden beidseitig am Unterbau des Sitzes und mit diesem zusammen an der Sitzkonsole befestigt. Die Sitzkonsole ist ihrerseits an der Bodengruppe im Kraftfahrzeug montiert. In manchen Fällen werden die Sitzschienen ohne zwischenliegende Sitzkonsolen mit der Bodengruppe verbunden oder sie entfallen ganz. Letzteres  geschieht, wenn die Sitze eine  eingebaute Horizontalverstellung haben oder keine Verstellbarkeit vorgesehen ist.
Mit der durch die Sitzschienen ermöglichten Verstellung wird die primäre Anpassung der Sitzposition auf den Vordersitzen an unterschiedliche Körpergrößen  erreicht. Für Personen mit eingeschränkter Beweglichkeit kann ein weites Zurückschieben des Sitzes auf den Sitzschienen mit dem Raumgewinn eine Erleichterung beim Einsteigen bedeuten. Für ungewöhnlich große Personen oder für kleinwüchsige Personen können im Rahmen der Kraftfahrzeuganpassung für körperbehinderte Menschen verlängerte Sitzschienen eingebaut werden.
Bei erheblichen Veränderungen an Sitzkonsole und Sitzschienen kann es sein, dass dadurch die Allgemeine Betriebserlaubnis (ABE) erlischt und für die Genehmigung ein neues Gutachten der Kraftfahrzeugzulassungsstelle eingeholt werden muss.

## Sitzschienenverlängerungen  im Hilfsmittelportal von Rehadat
Das Hilfsmittelportal von Rehadat führt Sitzschienenverlängerungen bzw. Erweiterungen des Verstellbereichs von PKW-Sitzen unter den folgenden Klassen der DIN EN ISO 9999 auf:
- 12 – Hilfsmittel für die persönliche Mobilität
  - 12 12 – Kraftfahrzeuganpassungen
    - 12 12 12  –  Kraftfahrzeugsitze und -kissen, spezielles Design
    - 12 12 27  –  Karosserieanpassungen